# Castello di Iraj
Il castello di Iraj è un'antica fortezza del periodo sasanide situata nel villaggio di Behnam, nei pressi della città di Varamin, sul lato nord dell'autostrada Varamin-Teheran. Fa parte del Patrimonio Nazionale Iraniano ed è conosciuto come il più grande castello di mattone di fango del mondo.

## Descrizione
Il castello si estende da nord verso sud per una lunghezza di 1.214 metri, mentre la sua larghezza est-ovest è di 1.150 metri, rendendolo imparagonabile a nessuno degli storici castelli di adobe nel mondo.
Nelle loro opere, i viaggiatori Marat al-Baldan e George Curzon lo hanno identificato come la fortezza di Varna citata nell'Avestā, ipotesi che verrebbe alimentata dal fatto che Iraj fosse il nome del figlio di Farīdūn. Tuttavia, gli studi archeologici mostrano che questo castello fu costruito probabilmente negli ultimi decenni del IV secolo o nel primo quarto del V secolo. Le ceramiche del periodo sasanide e altri lavori rinvenuti indicano che fu utilizzato e poi abbandonato sempre in questo periodo. L'edificio operò come cittadella, fortezza militare o residenza di caccia.
Sui quattro lati dell'edificio sono stati costruiti dei cancelli per consentire l'ingresso e l'uscita. Oggi, delle sue quattro porte rimane solo quella principale. L'unico muro rimasto ha una larghezza che va dai 17 ai 22 metri e la sua altezza massima è di 16 metri. L'esterno del muro ha 146 torri semicircolari su quattro lati. Si ritiene che dalle 2.000 alle 6.000 persone vivessero all'interno delle mura.
I materiali utilizzati sono argilla e fango. All'interno delle spesse mura vi sono corridoi che collegano le torri di osservazione. La malta delle pareti è di argilla e mattoni. Ci sono anche delle trincee nell'area esterna della fortezza.
Il castello di Iraj è la più grande fortificazione non urbana premoderna permanente nell'Asia sudoccidentale, in Europa e in Africa. Altre strutture militari di dimensioni simili sono il castello di Zadian, in Afghanistan, e il primo campo d'assedio sasanide di Hatra, in Iraq. Le sue massicce fortificazioni e gli ampi interni vuoti lo rendono simile alle basi militari sasanidi come il castello di Pol Gonbad, il castello di Torpak vicino a Darband e il forte in rovina vicino alla grande muraglia di Gorgan, che aveva due file ordinate di tende con ampi corridoi tra loro, indicando un ruolo simile al recinto interno alle altre basi. Un'altra struttura simile della fine del III secolo a. C. è il castello di Akhachan, nella Corasmia.
In totale, circa 50.000 guerrieri potrebbero aver facilmente risieduto in questa struttura.
Il castello di Iraj fu probabilmente costruito contro gli invasori nomadi del nord che a volte penetravano in profondità nel territorio sasanide. Il forte fungeva probabilmente principalmente da base centrale per le operazioni militari dirette altrove, soprattutto alle frontiere settentrionali. L'edificio potrebbe essere stato utilizzato per l'addestramento militare o per le adunate. La regione di Ray si rivelava strategica, essendo situata al centro della Grande Persia. Inoltre, questa base appartenne anche alla potente famiglia Mehran durante il periodo sasanide.

## Le rovine
La struttura è stata gravemente danneggiata a causa della mancanza di manutenzione e degli scavi per l'allargamento delle strade.
Nel 2008 l'Organizzazione iraniana per il patrimonio culturale, l'artigianato e il turismo ha proposto una candidatura del sito come patrimonio mondiale dell'UNESCO. Tuttavia le gravi carenze e lo stato dell'area, comprese le attività agricole dei contadini all'interno del recinto del castello, non hanno permesso il successo della proposta.
Il 26 maggio 2018 sono stati segnalati scavi illegali verso la porta settentrionale che hanno ulteriormente danneggiato il sito. Majid Jhaleh, capo dell'organizzazione del patrimonio culturale, dell'artigianato e del turismo della città di Peshwa, ha affermato che la sua organizzazione non dispone di personale sufficiente per sorvegliare il castello.